# Spruille Braden
Spruille Braden (Elkhorn, Montana, 13 de março de 1894 - Los Angeles, Califórnia, 10 de janeiro de 1978) foi um diplomata, empresário e lobbista norte-americano que foi embaixador em vários países latino-americanos e foi também secretário de Estado adjunto para Assuntos das Repúblicas Americanas.

## Biografia
Spruille Braden era um dos proprietários da empresa de mineração chilena Braden Copper Company e tinha interesses comerciais na United Fruit Company. Também era diretor da W. Averell Harriman Securities Corporation. Era filho de um rico empresário de mineração ligado à família Rockefeller, de quem herdou a maioria das ações da Braden Copper Company no Chile.
Desempenhou um papel relevante na Guerra do Chaco entre a Bolívia e o Paraguai, preservando os interesses da Standard Oil e tinha uma posição abertamente antissindical. Desempenhou missões diplomáticas breves, mas de grande importância política como embaixador na Colômbia (1939-42), Cuba (1942) e Argentina (1945).
A suas atividade nesses países estava relacionada com operações e golpes de políticas internas. Foi nomeado como instigador da Guerra do Chaco, o conflito armado mais sangrento das Américas durante o século XX. Ele teve uma impressionante exibição de material de guerra e envolveu o confronto de 250.000 soldados bolivianos e 150.000 paraguaios. O próprio Braden tinha fortes interesses na região. Isso estava diretamente relacionado à criação da Standard Oil na Bolívia, já que parte dos territórios da empresa fundada em 1921 pertencia a William Braden, seu pai. Segundo o historiador Luis A. Wagner, Braden era o testa-de-ferro de Rockefeller numa concessão que favoreceu a Standard Oil Company na bacia do Chaco paraguaio.
Em 1939, foi nomeado primeiro embaixador na Colômbia e em 1941 foi transferido para Cuba, onde desenvolveu laços estreitos com o ditador Fulgencio Batista.
Como embaixador na Argentina, em 1945, sua participação foi comemorada pela organização da oposição contra o presidente Juan Domingo Perón e o vice-presidente Hortensio Quijano. Depois disso, ele trabalhou intensamente para tentar isolar o governo argentino. Desde que assumiu o cargo. na embaixada, Braden começou a organizar e coordenar publicamente a oposição, exacerbando o conflito interno. Ele escreveu o "Livro Azul" em colaboração com o polêmico espanhol Gustavo Durán. Perón usou a seu favor a intervenção de Braden, publicando como resposta o "Livro Azul e Branco" e formulando o slogan de sucesso "Braden ou Perón" que influenciou decisivamente o sucesso eleitoral que em 1946 o tornou presidente. Nesse livro, Perón denunciou a intervenção norte-americana na política dos países da América Latina. Em 23 de setembro de 1945 Spruille Braden deixou Buenos Aires para suceder a Nelson Rockefeller como secretário de Estado assistente. O embaixador britânico informará o Ministério das Relações Exteriores em 27 de junho, argumentando que, entre correspondentes estrangeiros, foi dito que Braden estava pressionando jornalistas a enviar relatórios distorcidos e exagerados sobre a Argentina.
A partir de 1948 começou a receber um salário para servir como lobista da United Fruit Company. Quando os interesses desta empresa foram afetados na Guatemala, foi um dos operadores que influenciou o golpe de estado que derrubou o presidente Jacobo Arbenz em 1954. No seu primeiro ato como presidente da Nicarágua, em 1 de maio de 1967, Anastasio Somoza Debayle conferiu a mais alta condecoração da Nicarágua, a Grande Cruz de Rubén Darío, ao embaixador Spruille Braden e à sua esposa Verbena por seus "incansáveis esforços na causa de Liberdade em toda a América Latina"..